# Hypecoum aequilobum
Hypecoum aequilobum är en vallmoväxtart som beskrevs av Domenico Viviani. Hypecoum aequilobum ingår i släktet fjärilsrökar, och familjen vallmoväxter. Inga underarter finns listade i Catalogue of Life.